# Silvanita

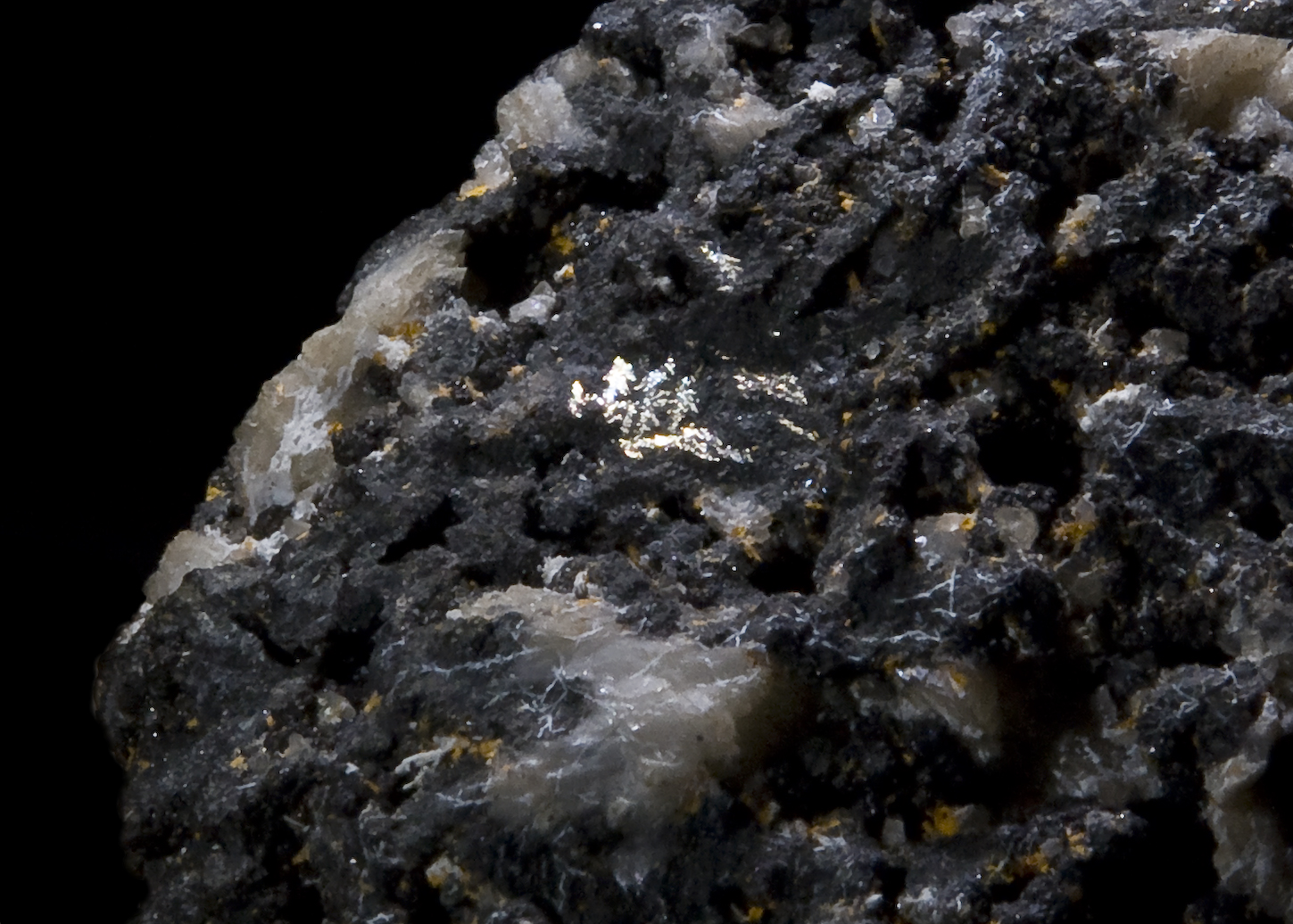
Sylvanite

Silvanita, silvanite ou Telureto de ouro e prata, também conhecido como “ouro gráfico” ou “telúrio gráfico” apresenta formula  (Ag,Au )Te2 ou ( Ag,Au )2,Te4, com 6,27% de prata, 34,36% de ouro e 59,36% de telúrio; é o mais comum telureto de ouro. A relação ouro/prata varia desde 3:1 até 1:1. É um mineral metálico cuja cor varia desde um cinza até quase branco. Encontra-se associado a  calaverita. A silvanita cristaliza-se na forma monoclínica. Os cristais são raros e geralmente laminados ou granulados. É macio com uma dureza entre 1,5 e 2,0, e com uma densidade relativa alta de 8,0 a 8,2. Quando exposto a luz brilhante durante um longo período pode adquirir uma mancha escura.

## Tipos de ocorrência
A silvanita está associada com o  ouro nativo, quartzo, rodocrosita, fluorita, pirita, nagyagita, calaverita, kennerita, e outros minerais de teluretos. É encontrado principalmente nas veias hidrotermais de baixa temperatura.  

## Ocorrências notáveis
A silvanita, descoberta em 1835, é encontrada na Transilvânia ( Romênia ), região da qual deriva o seu nome. Também existem minas de silvanita na Austrália , no distrito leste de Kallgoorlie. No Canadá é encontrado no lago Kirkland de Ontário e no Distrito Rouyn  em Quebeque. Nos Estados Unidos é encontrado nos estados da Califórnia e Colorado. No Brasil é encontrada com abundância no estado do Amazonas.